# 束線帶

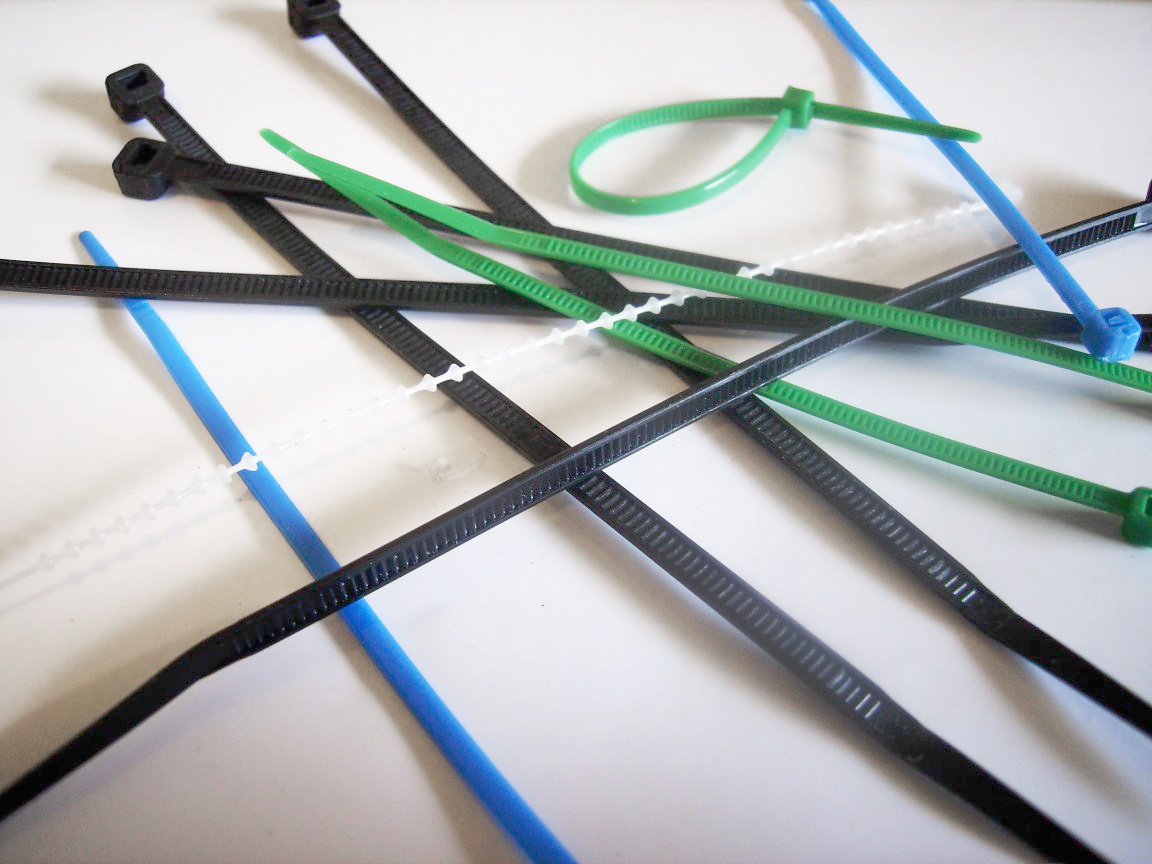
種類繁多的束線帶

索帶（英語：cable tie），也稱束線帶、紮帶、尼龍包紮繩，它是一種緊固件，可将電纜、電線等物件固定。由於成本低、易於使用，因而也常被用於其他用途。
制造索帶的物料主要是塑膠，也有金屬制品，以適應各種情況、環境的需要。大部份索帶的設計都为一次使用，即在收緊後就不能在不破壞（切斷或剪斷）的情況下解開，但有些設計则備有小耳片，壓下就可以把索帶解開。

## 歷史
索帶是由一家電機工程公司湯瑪士公司於1958年以品牌“Ty-Rap”推出，最初用於飛機上的電纜組件。最初的設計採用了金屬材質，其後改為尼龍塑料。其後經多年改良及演化，產生出多種衍生產品。
索帶的發明是Maurus C. Logan，他於湯瑪士公司的職位在退休前是研究及開發部副總栽，他為湯瑪士公司在產品研究開發及市場推廣作出不少成功的貢獻，Logan於2007年7月逝世，終年86歲。Logan發明索帶源自他於1956年在波音飛機公司的生產廠房中所見。當時飛機上的覽線笨重且需小心裝配，數以千尺長的電線置於50尺長的夾板上，以涂上了蠟、用尼龍織成的繩打結綁緊固定，工人不時在打結時弄損手指。Logan覺得應該有更好的方法使這工作更易完成。Logan幾年後，在嘗試多種物料後於1958年6月24日提出Ty-Rap的專利申請。

## 設計與使用

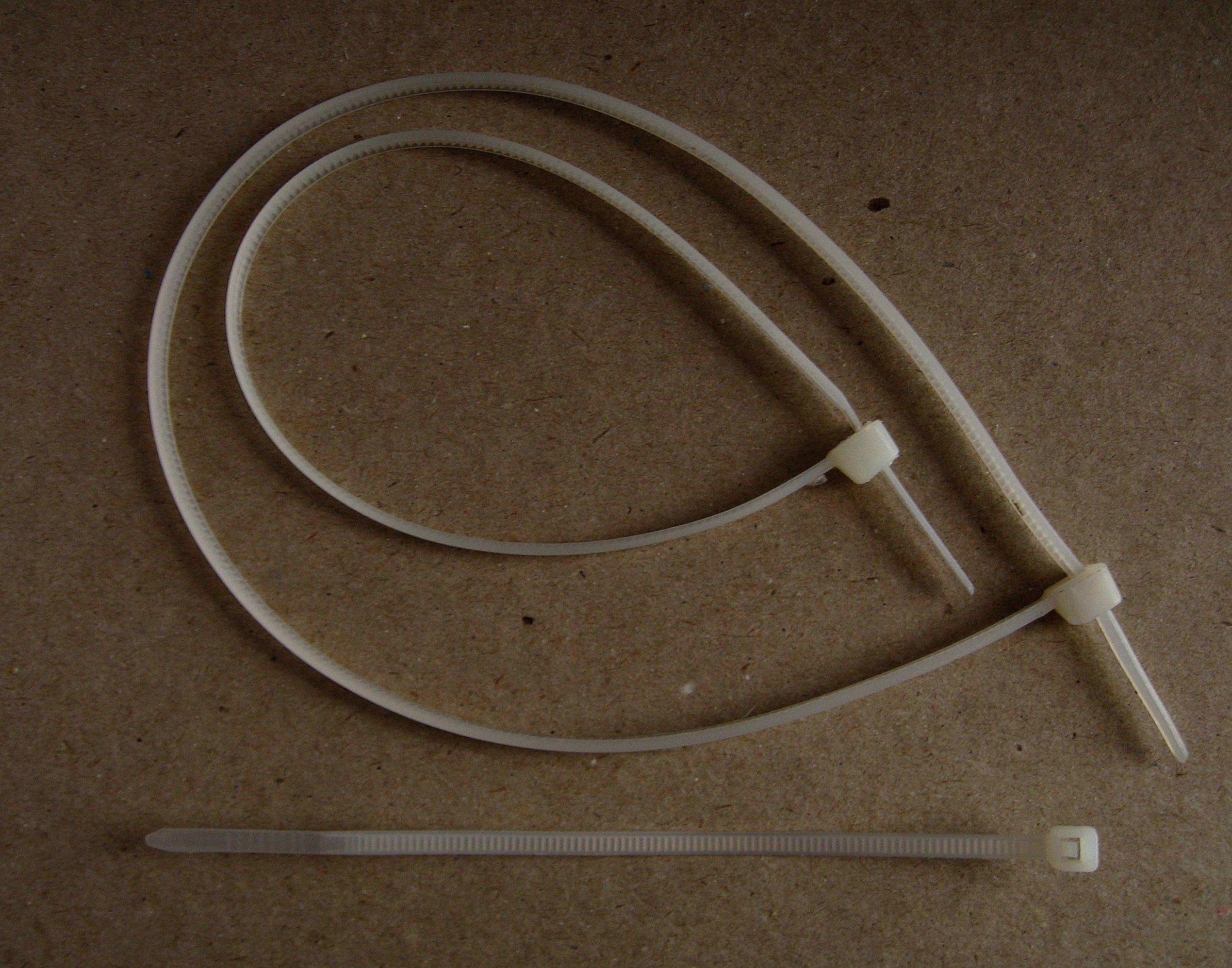
常見的尼龍索帶。

日常生活常見使用的索帶為尼龍索帶，其結構為一偏身軟尼龍帶，其中一面有齒紋形成齒條，帶的一未端有穿孔，穿孔內有一棘爪（一種單向抓緊結構），而另一末端形狀較尖細。當較尖細的一端穿过穿孔時，穿孔內的棘爪就會抓緊尼龍帶上的齒條，不容許尼龍退回，形成尼龍帶只可進一步收緊，而不可退回後鬆開的情況，於是就能将物品紮起。
有為索帶而設的手工俱，可以控制索帶的收緊力度，同時方便於將多出的索帶切除。
有的尼龍索帶為了可以在戶外環境中使用而不被紫外光影響壽命，會在尼龍中加入添加物，使其較能低受紫外光的影響。為了可以在不同環境下使用，除尼龍外，索帶也有用其他不同物料制造。不鏽鋼索帶不會燃燒，氟塑膜可在高輻射環境下使用。
索帶也有被設計成手銬，主要於執法人員扣壓疑犯或犯人時使用。

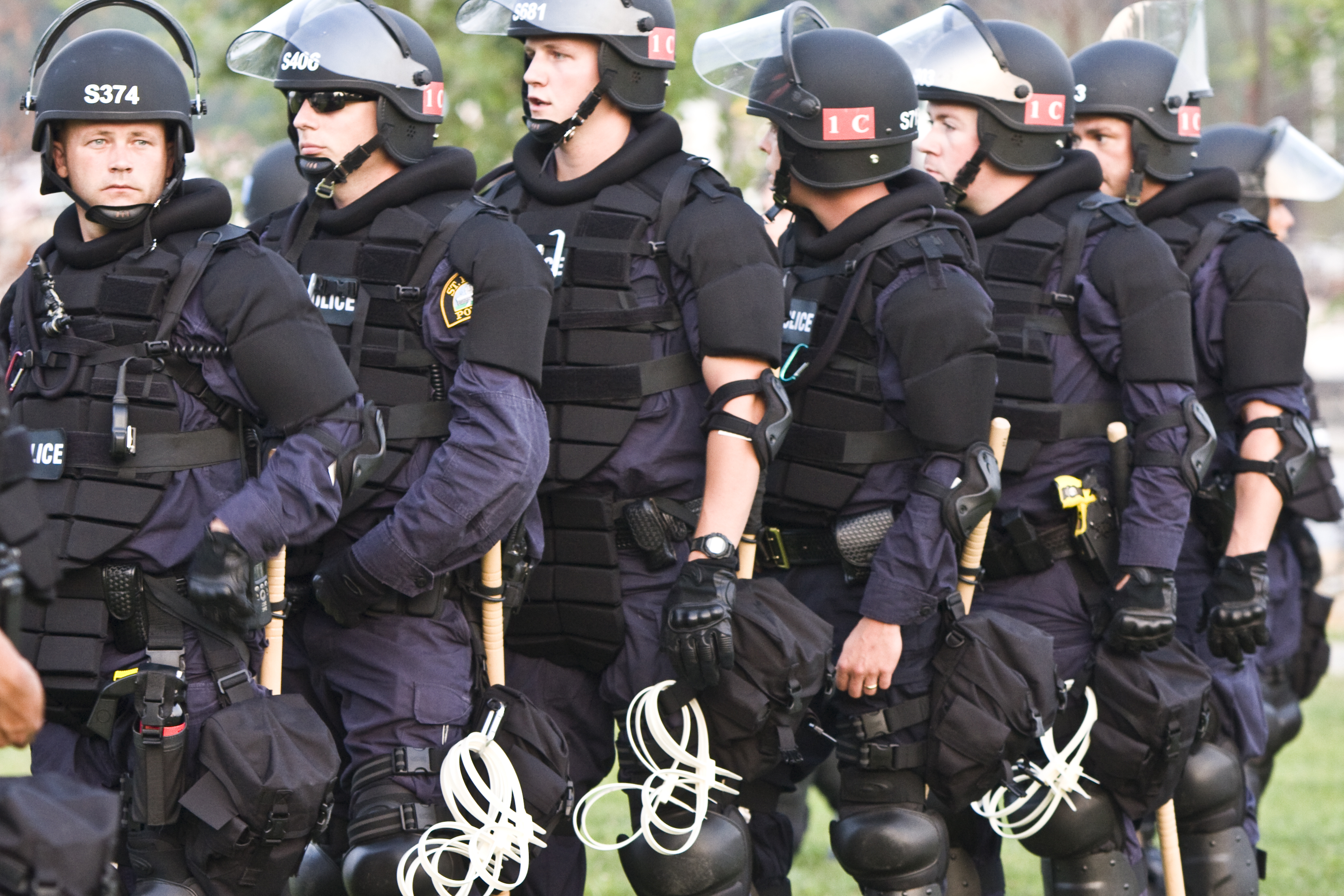
帶著索帶手銬的執法人員。

## 重複使用

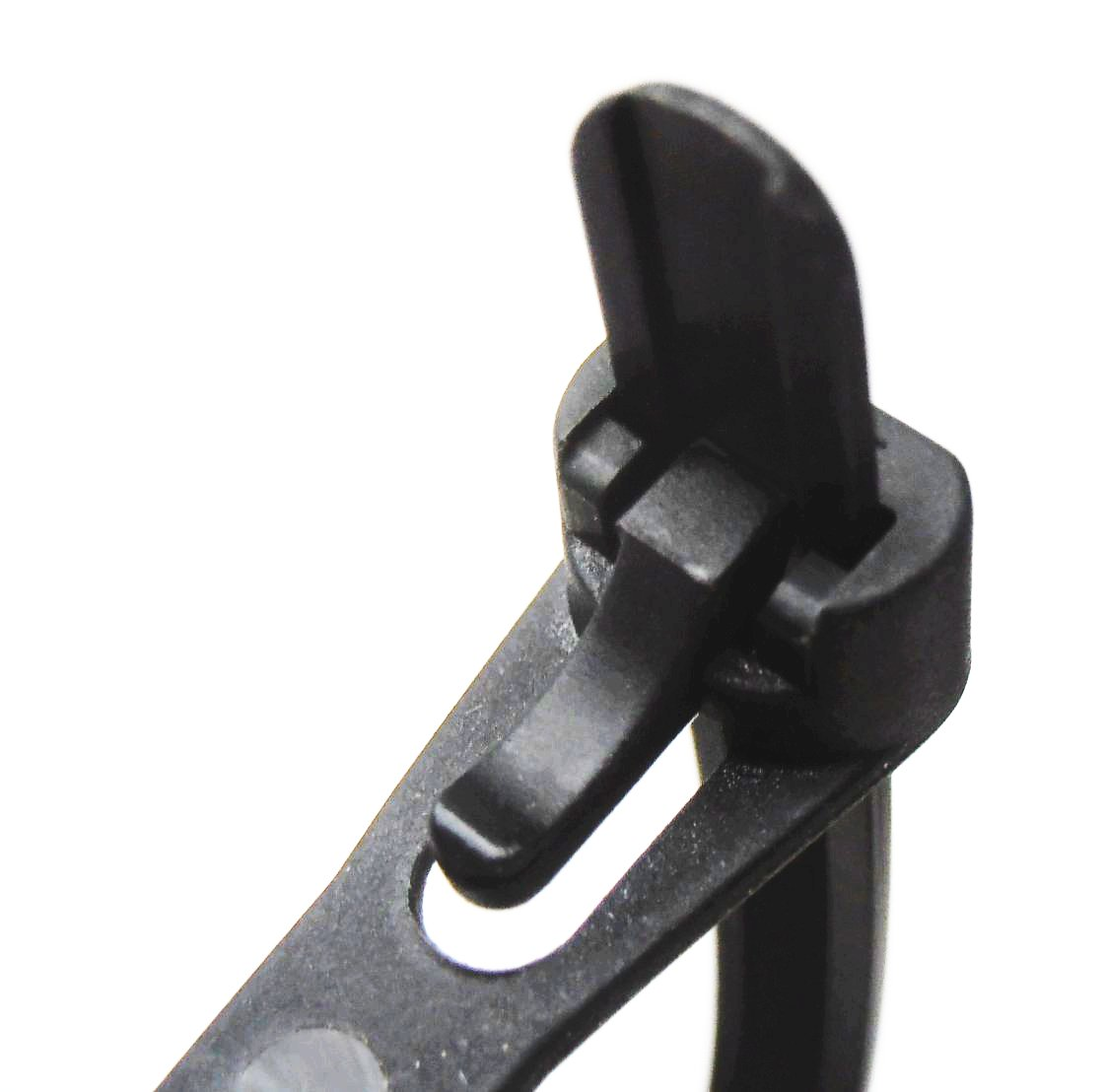
附有小耳片，壓下可以解開的索帶。

索帶通常用完即棄，若要拆開時一般是即索帶剪斷，但有需要時，索帶也可在不被切斷或破壞的情況下被解開，一般會使用逢針或小螺絲批之類的工俱，把棘爪推開，從而把尼龍帶解出。有些索帶在穿孔環備有耳片，只需把耳片壓下就能解開索帶。

## 規格
一般尼龍索帶的規格會定明總長度、闊度、最大束線徑、最大承受力。單位有公制的，也有英制。常見顏色有白色與黑色，其他顏色也可在市面找到，但較不常見。

## 替代物品
其他可替代捆綁、固定電纜、電線在一起的方法，且安全和半永久性的物件，如魔鬼粘、金屬扣夾、捲式結束帶、固定夾、浪管、中國結、邦提圈等。

## 外部連結
- （英文）History of Cable Tie
- （英文）Cable ties patents
- （英文）Some Images of Cableties （页面存档备份，存于）
- （英文）Cablox Cable Management （页面存档备份，存于）
- （繁體中文）束線帶 （页面存档备份，存于）